# Plestiodon liui
Espèce
Synonymes
- Eumeces liui Hikida & Zhao, 1989

Plestiodon liui est une espèce de sauriens de la famille des Scincidae.

## Répartition
Cette espèce est endémique de République populaire de Chine. Elle se rencontre dans les provinces du Hubei, du Jiangsu et du Zhejiang.

## Étymologie
Cette espèce est nommée en l'honneur de Cheng-chao Liu.

## Publication originale
- Hikida & Zhao, 1989 : Eumeces liui: A New Species of Blue-Tailed Skink (Lacertilia: Scincidae) from China. Copeia, vol. 1989, no 1, p. 110-114.